# Nullvektortér
A nullvektortér a matematikában egy vektortér, ami egyetlen vektort tartalmaz elemként, a nullvektort. Izomorfia erejéig az egyetlen nulla dimenziós vektortér, melynek bázisa az üres halmaz. Minden vektortér tartalmaz nullvektorteret legkisebb altereként. Vektorterek direkt összegében, illetve direkt szorzatában a nullvektortér neutrális elem. Adott test fölötti vektorterek kategóriájában a nullvektortér a nullobjektum.

## Definíció
A {\displaystyle (\{0\},+,\cdot )} nullvektortér egy tetszőleges {\displaystyle K} test fölötti vektortér, ami az egyetlen {\displaystyle \{0\}} vektorból áll. Az egyetlen lehetséges összeadás:
{\displaystyle 0+0=0}
és az egyetlen lehetséges skalárral szorzás:
{\displaystyle \alpha \cdot 0=0}
minden {\displaystyle \alpha \in K} skalárra. Így a {\displaystyle 0} vektor neutrális elem az összeadásra, és nullvektornak nevezzük.

## Tulajdonságok

### Vektortér-axiómák
A nullvektortér eleget tesz a vektorterek axiómáinak:
- {\displaystyle (\{0\},+)} Abel-csoport, mégpedig a triviális csoport
- a skalárral szorzásra teljesül az asszociativitás, illetve a disztributivitás:
  - {\displaystyle \alpha \cdot (\beta \cdot 0)=\alpha \cdot 0=0=(\alpha \cdot \beta )\cdot 0}
  - {\displaystyle \alpha \cdot (0+0)=\alpha \cdot 0=0=0+0=\alpha \cdot 0+\alpha \cdot 0}
  - {\displaystyle (\alpha +\beta )\cdot 0=0=0+0=\alpha \cdot 0+\beta \cdot 0}
- az {\displaystyle 1\in K} elem neutrális:
  - {\displaystyle 1\cdot 0=0}

### Bázis és dimenzió
A nullvektortér egyetlen bázisa az üres halmaz, mivel az üres halmaz lineáris burkára teljesül, hogy:
{\displaystyle \langle \emptyset \rangle =\{0\}}.
Így a nullvektortér dimenziója:
{\displaystyle \dim(\{0\})=|\emptyset |=0}.
Megfordítva, bármely test fölötti nulldimenziós vektortér izomorf a nullvektortérrel.

### Altérként
Ha {\displaystyle V} tetszőleges vektortér a {\displaystyle K} test fölött, akkor van egy egyértelműen meghatározott neutrális eleme, a {\displaystyle 0_{V}}. Az {\displaystyle U=\{0_{V}\}} halmaz altere {\displaystyle V}-nek, mivel nem üres, és zárt a vektoriális összeadásra, illetve skalárral szorzásra:
- {\displaystyle U\neq \emptyset }
- {\displaystyle 0_{V}+0_{V}=0_{V}\in U}
- {\displaystyle \alpha \cdot 0_{V}=0_{V}\in U} minden {\displaystyle \alpha \in K} esetén

Ezzel a {\displaystyle \{0_{V}\}} tér, mint minden egyelemű vektortér, izomorf a nullvektortérrel, és {\displaystyle V} nullvektorterének nevezik. Mivel egy vektortér nem lehet üres, azért ez a legkisebb lehetséges altere egy vektortérnek. Egy {\displaystyle V} vektortér két  komplementer alterének, {\displaystyle U_{1}}-nek és {\displaystyle U_{2}}-nek a metszete:
{\displaystyle U_{1}\cap U_{2}=\{0_{V}\}}.

### Összegek és szorzatok
A nullvektortér a vektorterek direkt összegére és direkt szorzatára vonatkozóan a nullvektortér neutrális elem, vagyis minden {\displaystyle V} vektortérben:
{\displaystyle \{0\}\oplus V\cong V\cong V\oplus \{0\}}   illetve   {\displaystyle \{0\}\pi V\cong V\cong V\pi \{0\}}.
Ezzel szemben a tenzorszorzásban elnyelő tulajdonságú, azaz:
{\displaystyle \{0\}\otimes V\cong \{0\}\cong V\otimes \{0\}}.

### Kategóriaelmélet
Az egy adott test fölötti vektorterek kategóriájában a lineáris leképezésekkel, mint morfizmusokkal a nullvektortér nullobjektum: minden vektortérből pontosan egy lineáris leképezés megy a nullvektortérbe, és a nullvektortérből minden vektortérbe egyetlen lineáris leképezés megy: ami mindenhez a nullvektort rendeli. Ez a nullfüggvény, ami egyúttal a nullmorfizmus.

## Forrás
- Gilbert Strang. Lineare Algebra. Berlin u. a.: Springer (2003. március 24.)

## Fordítás
Ez a szócikk részben vagy egészben  a   Nullvektorraum című német Wikipédia-szócikk fordításán alapul.  Az eredeti cikk szerkesztőit annak laptörténete sorolja fel. Ez a jelzés csupán a megfogalmazás eredetét és a szerzői jogokat jelzi, nem szolgál a cikkben szereplő információk forrásmegjelöléseként.